# 에이미 질레트
에이미 질레트 (Amy Gillett, 1976년 1월 9일 ~ 2005년 7월 18일)는 오스트레일리아의 트랙 사이클 선수이자 전 조정 선수이며, 두 종목에서 국가대표를 지냈다. 본명은 에이미 세이프(Amy Safe)이다.

## 생애
1994년 프랑스 파리에서 열린 조정 네이션스컵에 참가해 싱글 스컬 부문에서 15위를 차지하며 두각을 나타냈으며, 1996년 하계 올림픽 당시 국가대표팀의 일원으로 참가하였다. 하지만 2000년 하계 올림픽 당시 국가대표팀 선발 경쟁에서 밀려 탈락했으며, 이후에는 조정 선수를 그만둔 뒤 트랙 사이클 선수로 전향하였다.
2002년부터 오스트레일리아 스포츠 연구소에 입소해 2002년과 2003년 국가대표팀의 일원으로 사이클 월드컵에 출전했으며, 2004년 하계 올림픽 본선 참가에는 실패했지만 트랙 사이클 분야에서 100위권내에 진입하며 2006년 코먼웰스 게임에 참가할 후보로 손꼽혔다.
그 뒤 2005년 7월 18일 독일에서 개최되는 튀링겐 여성 자전거 경주 대회에 참가하기 위해 체울렌로다트리베스에서 5명의 동료들과 함께 전지훈련을 하던 도중 운전 미숙의 십대 소녀 운전자의 차량에 치어 사망했다.